# Kaalbuikgrafvleermuis
De kaalbuikgrafvleermuis (Taphozous nudiventris)  is een zoogdier uit de familie van de schedestaartvleermuizen (Emballonuridae). De wetenschappelijke naam van de soort werd voor het eerst geldig gepubliceerd door Cretzschmar in 1830.